# Кабельо, Диосдадо
Диосдадо Кабельо Рондо́н (исп. Diosdado Cabello Rondón; род. 15 апреля 1963, Эль-Фурриал, Венесуэла) — венесуэльский государственный и политический деятель. Председатель Национальной конституционной ассамблеи Венесуэлы (2018—2020). Председатель Национальной ассамблеи Венесуэлы (2012—2016). Исполняющий обязанности президента Венесуэлы во время попытки государственного переворота в 2002 году. Также занимал ряд других ответственных постов.

## Биография
Диосдадо Кабельо родился 15 апреля 1963 года. После завершения карьеры в вооруженных силах, Диосдадо Кабельо присоединился к Уго Чавесу и был назначен вице-президентом в январе 2002 года. Непродолжительное время — 13 и 14 апреля 2002 года исполнял обязанности главы государства после неудавшегося переворота против Чавеса. Министр обороны с мая 2002 по январь 2003 года, губернатор штата Миранда с 2004 по 2008 год.
Избранный в 2010 году он стал президентом Национальной Ассамблеи 5 января 2012 и переизбран на свой пост 5 января 2013. Он должен был принести присягу в качестве временного президента Венесуэлы после смерти Уго Чавеса, 5 марта 2013 года. Но это сделал вице-президент, Николас Мадуро, который был приведен к присяге в качестве исполняющего обязанности президента, что, по мнению оппозиции, являлось нарушением конституции.

## Обвинения против Кабельо
В США подозревается в связях с мощным венесуэльским наркокартелем «Лос Солес», прокуроры США проводят расследование по делу об участии Кабельо в незаконном обороте наркотиков. По данным Wall Street Journal, Управление по борьбе с наркотиками США и федеральные прокуроры из Нью-Йорка и Майами ведут дела, основанные на доказательной базе, полученной от бывших торговцев кокаином, информаторов, которые ранее были близки к венесуэльским властям, и перебежчиков из армии.
Обвинения Кабельо в наркотрафике основаны на разъяснительной записке Министерства финансов США от 18 мая 2018 года к указу президента Барака Обамы № 13692 от 8 марта 2015 года о санкциях против венесуэльского руководства, в том числе, Кабельо. Основания, перечисленные в указе: «нарушение правительством Венесуэлы гарантий прав человека, преследование политических оппонентов, ограничение свободы прессы, применения насилия и нарушений прав человека и злоупотреблений в ответ на антиправительственные протесты и произвольные аресты и задержания антиправительственных протестующих».
22 сентября 2017 года Канада ввела санкции против 40 официальных лиц Венесуэлы, в том числе Кабельо, по обвинению в нарушении конституционного порядка. 22 января 2018 года против 7 венесуэльцев, включая Кабельо, были введены санкции Европейского Союза. В марте 2018 года Кабельо был включён в санкционные списки Швейцарии и Панамы. В мае 2018 года США ввели санкции против Диосдадо Кабельо и ещё 4 граждан Венесуэлы, включая его жену и брата.
12 июня 2018 года флоридский журналист Оскар Хаза во время утреннего эфира испаноязычной радиостанции «Зета 92,3» заявил без ссылок на источники, что в США арестованы счета Кабельо на сумму около 800 миллионов долларов.